# Sycophila mukerjeei
Sycophila mukerjeei is een vliesvleugelig insect uit de familie Eurytomidae. De wetenschappelijke naam is voor het eerst geldig gepubliceerd in 1994 door Narendran.